# Praça Justo Chermont
A Praça Justo Chermont fica localizada no centro da cidade de Belém, capital do estado brasileiro do Pará.
O logradouro tem como referência a Basílica de Nazaré, importante igreja da cidade.
Sua denominação é uma homenagen ao político Justo Leite Chermont. Em outros tempos esta praça era chamada de Largo de Nazaré em virtude da igreja ali existente desde o século XVIII.